# Pavage cubique
| Pavage cubique                        | Pavage cubique                            |
| ------------------------------------- | ----------------------------------------- |
|                                       |                                           |
| Type                                  | Pavage régulier                           |
| Famille                               | Tesselation hypercubique                  |
| Symbole de Schläfli                   | {4,3,4}                                   |
| Diagramme de Coxeter                  |                                           |
| Cell type                             | {4,3}                                     |
| Type de face                          | Carré {4}                                 |
| Figure de sommet                      | Octaèdre                                  |
| Groupe d'espace Notation de Fibrifold | Pm3m (221) 4−:2                           |
| Groupe de Coxeter                     | {\displaystyle {\tilde {C}}_{3}}, [4,3,4] |
| Dual                                  | Auto-dual Cell:                           |
| Propriétés                            | Figure isogonale, Pavage régulier         |

Le pavage cubique est le seul pavage régulier (ou nid d'abeille) permettant de remplir l'espace euclidien à trois dimensions avec des cellules cubiques. Il comporte 4 cubes autour de chaque arête et 8 cubes autour de chaque sommet. La figure de sommet est un octaèdre régulier. Il s'agit d'un pavage auto-dual avec le symbole de Schläfli {4,3,4}.
Un pavage géométrique est un remplissage de l'espace de cellules polyédriques ou de dimensions supérieures, de manière qu'il n'y ait pas d'espace vide. Il s'agit d'un exemple de pavage mathématique plus général, quel que soit le nombre de dimensions.
Les pavages sont généralement construits dans un espace euclidien ordinaire ("plat"), comme les pavages convexes uniformes. Ils peuvent également être construits dans des espaces non euclidiens, comme les pavages uniformes hyperboliques. Tout polytope uniforme fini peut être projeté sur sa circonférence pour former un pavage uniforme dans l'espace sphérique.

## Colorations uniformes
| Notation LCF Groupe d'espace     | Diagramme de Coxeter | Symbole de Schläfli | Nid d'abeille partiel | Couleurs par lettres |
| -------------------------------- | -------------------- | ------------------- | --------------------- | -------------------- |
| [4,3,4] Pm3m (221)               | · =                  | {4,3,4}             |                       | 1: aaaa/aaaa         |
| [4,31,1] = [4,3,4,1+] Fm3m (225) | =                    | {4,31,1}            |                       | 2: abba/baab         |
| [4,3,4] Pm3m (221)               |                      | t0,3{4,3,4}         |                       | 4: abbc/bccd         |
| [[4,3,4]] Pm3m (229)             |                      | t0,3{4,3,4}         |                       | 4: abbb/bbba         |
| [4,3,4,2,∞]                      | · or                 | {4,4}×t{∞}          |                       | 2: aaaa/bbbb         |
| [4,3,4,2,∞]                      |                      | t1{4,4}×{∞}         |                       | 2: abba/abba         |
| [∞,2,∞,2,∞]                      |                      | t{∞}×t{∞}×{∞}       |                       | 4: abcd/abcd         |
| [∞,2,∞,2,∞] = [4,(3,4)*]         | =                    | t{∞}×t{∞}×t{∞}      |                       | 8: abcd/efgh         |

## Projections
Le pavage cubique peut être projeté orthogonalement dans le plan euclidien avec différents arrangements de symétrie. La forme de symétrie la plus élevée (hexagonale) se projette dans un pavage triangulaire. Une projection de symétrie carrée forme un pavage carré.
| Solide     |
| Projection |

## Pavages plus généraux
Le pavage cubique est l'un des 28 pavages uniformes utilisant des cellules polyédriques uniformes convexes.
Le pavage cubique fait partie d'une famille multidimensionnelle de pavages hypercubiques, avec des symboles Schläfli de la forme {4,3,...,3,4}, en commençant par le pavage carré {4,4} dans le plan.
La conjecture de Keller porte sur cette famille de pavages. Énoncée au début du XXe siècle par le mathématicien allemand Ott-Heinrich Keller, elle concerne les pavages de l’espace avec des briques élémentaires identiques. Elle affirme que si l’on couvre l’espace à deux dimensions (le plan) avec des carrés tous identiques, au moins deux de ces carrés partagent une arête complète. La conjecture fait la même prédiction pour des espaces de n’importe quelle dimension : un pavage de l’espace de dimension n par des hypercubes identiques  de dimension n comporte nécessairement au moins deux hypercubes qui partagent une face (de dimension n-1). La conjecture a été résolue en octobre 2020,  en montrant qu'elle était vraie jusqu'à la dimension 7, par exploitation informatique d'une traduction de ce problème en termes de graphes.